# Soy Kroon
Soy Kroon (Eindhoven, 18 juni 1995) is een Nederlands acteur, zanger en presentator. Kroon speelde in verschillende film- en televisieproducties zoals Hoogvliegers en Costa!! en maakte indruk met zijn zangtalent als jongste Jezus ooit in The Passion. Hij speelt in de wereldwijde Netflix-original film Oei, ik groei! In het theater was hij te zien in onder meer Mamma Mia!, '40-'45 en Goodbye, Norma Jeane. Hij werd vooral bekend bij het grote publiek door zijn rol van Sil Selmhorst in Goede tijden, slechte tijden en Nieuwe Tijden.

## Biografie

### Beginjaren
Kroon is geboren in Eindhoven en is sinds 2008 actief als acteur. Van jongs af aan maakte hij al theater, acteerde, en drumde hij. Op zijn zestiende verhuisde hij naar Antwerpen om daar te spelen in de jongerentelevisieserie Galaxy Park. 
Hij debuteerde in de musical Kruistocht in Spijkerbroek en had hoofdrollen in Oorlogswinter en Koning van Katoren. Voor de laatste voorstelling ontving hij op zijn zeventiende een nominatie voor een Musical Award voor Aanstormend Talent.
Kroon was ook te zien in Nederlandse televisieseries met zijn televisiedebuut in Tien Torens Diep en daarna series zoals Dokter Tinus en Celblok H. Hij maakte samen met Studio 100 drie seizoenen van de kinderserie Flin en Flo.

### Doorbraak
In Nederland kreeg Kroon naamsbekendheid door zijn rol als Sil Selmhorst in Nieuwe Tijden, de eerste officiële Videoland-serie. Voordat hij daarin te zien was, was hij twee maanden te zien in Goede tijden, slechte tijden. Hij speelde dit drie seizoenen van 2016 tot en met 2018. Tijdens deze periode speelde Kroon in de musicals VAMOS!, De Gelaarsde Kat en als Sky in Mamma Mia!.
In het RTL 4-programma Dance Dance Dance vormde Kroon in 2018 een duo met actrice Holly Mae Brood, met wie hij sinds 2016 een relatie heeft. Zij wonnen dat seizoen.

### Carrière
Voor de succesvolle NPO 1-dramaserie Hoogvliegers, waarin hij de hoofdrol van Guus op zich nam, filmde hij in 2019 onder meer in Arizona en Texas. Deze serie ging over de luchtmacht en de F16, waarin je vliegers in opleiding volgde.
Hij speelde in 2020 in de muziektheatervoorstelling Goodbye, Norma Jeane over het leven van Marilyn Monroe waarin hij zes verschillende rollen speelde. Door de coronapandemie werd deze productie vroegtijdig stopgezet.
In 2020 deed hij mee met het RTL 4-programma Het perfecte plaatje waarin hij net voor de finale afviel. Hij speelde in die tijd ook in de K3-film Dans van de Farao en was op televisie te zien in De TV Kantine waarin hij indruk maakte met zijn persiflage van Stefano Keizers.
In 2021 filmde Kroon de films Liefde zonder grenzen, Zwaar verliefd! 2 en Costa!!, waarin hij ook zijn dans en zang inzette. Ook werd de bioscoop-song Samen met jou uitbracht, gezongen samen met Abbey Hoes. Kroon speelde in voorjaar 2022 samen met Thomas Cammaert het indringende toneelstuk Trompettist in Auschwitz in de theaters waarvoor ze prachtige recensies ontvingen.
Hij maakte indruk met zijn rol als jongste Jezus ooit in The Passion 2022, waardoor heel Nederland kennis maakte met zijn zangstem. In dezelfde maand nodigde Humberto Tan hem uit in zijn talkshow, om zijn eigen versie van Antonie Kamerlings hit Toen ik je zag te zingen. Het nummer is later uitgebracht om te streamen.
Tijdens deze periode deed hij in het geheim mee aan het RTL 4-programma Make Up Your Mind, waarin bekende Nederlanders zich tot dragqueen laten omtoveren. Tijdens de finale had alleen Nikkie Tutorials door dat hij DeeDeeSky was en Kroon won vervolgens het programma.
Ook verbreedt Kroon zijn pad als televisiemaker, zo presenteert hij voor de AVROTROS de Zapp-programma's De Magische Auto en De Faker. En hij maakt samen met Stefano Keizers de podcast Soy & Stefano, de Potcast waarin ze onderwerpen in een pot stoppen en op komische wijze met de luisteraars bespreken.
In 2022 won hij de Televizier Talent Award tijdens het Gouden Televizier-Ring Gala.
Vanaf januari 2023 speelde hij zijn eerste solo-voorstelling Nu Ik Je Zie in de Nederlandse theaters, gebaseerd op het boek van Merlijn Kamerling wat hij schreef over zijn vader. Kroon vertolkte zijn eerste vaderrol in de Netflix-orginal film Oei, ik groei! die in 2023 wereldwijd verscheen. Datzelfde jaar was Kroon te zien in het 23e seizoen van het televisieprogramma Wie is de Mol?
Op 5 mei 2024 presenteerde Kroon het 5 mei Bevrijdingsconcert op de Amstel, samen met Dieuwertje Blok.
In 2024-2025 deed Kroon mee aan het tv-programma The Masked Singer. Als 'de Pegasus' wist hij uiteindelijk de winst mee naar huis te nemen.

## Filmografie
| Film als acteur           |                                         |                                             |                           |
| 2024                      | Verliefd op Bali                        | Max                                         | bioscoop                  |
| 2023                      | Oei, ik groei!                          | Barry                                       | Netflix-original          |
| 2022                      | Wil de Krokodil                         | Wil                                         | stem                      |
| 2022                      | Foodies                                 | verslaggever                                | bioscoop                  |
| 2022                      | Costa!!                                 | Raul                                        | bioscoop                  |
| 2021                      | Liefde zonder grenzen                   | Luke                                        | bioscoop                  |
| 2020                      | Zwaar verliefd! 2                       | Stijn                                       | bioscoop                  |
| 2021                      | K3: Dans van de Farao                   | Lucas                                       | bioscoop NL & BE          |
| 2019                      | Waar is het grote boek van Sinterklaas? | Juniorpiet                                  | bioscoop                  |
| 2018                      | Sinterklaas en de vlucht door de lucht  | Juniorpiet                                  | bioscoop                  |
| 2016                      | Trollhunters                            | Jim Lake Jr.                                | stem                      |
| 2013                      | Wolfblood                               | Rhydian                                     | Stem                      |
| 2012                      | Wickie en de Schat van de Goden         | Yogi                                        | Stem                      |
| Televisie als acteur      |                                         |                                             |                           |
| 2022                      | The Passion                             | Jezus                                       | NPO1/KRO-NCRV             |
| 2021                      | Follow de SOA                           | asmr boy                                    | Videoland                 |
| 2021                      | De TV Kantine                           | Stefano Keizers                             | RTL 4                     |
| 2020                      | Hoogvliegers                            | Guus Walema                                 | NPO 1/EO                  |
| 2016-2018 • 2025          | Goede tijden, slechte tijden            | Sil Selmhorst                               | RTL 4                     |
| 2016-2018                 | Nieuwe Tijden                           | Sil Selmhorst                               | Videoland & RTL 4 & RTL 5 |
| 2016                      | Kosmoo                                  | Remco                                       | Ketnet & NPO 3/AVROTROS   |
| 2015                      | Nachtwacht                              | Trol                                        | Ketnet & NPO 3            |
| 2014-2015                 | Flin en Flo                             | Flo                                         | Ketnet & Videoland        |
| 2015                      | Celblok H                               | Vriend van Sophie                           | SBS6                      |
| 2011-2014                 | Galaxy Park                             | Diederik                                    | Ketnet & NPO 3            |
| 2013                      | Dokter Tinus                            | Storm                                       | SBS6                      |
| 2010                      | Tien Torens Diep                        | Victor                                      | NPO 3                     |
| 2009                      | Lisa's Missie                           | Boris                                       | NPO 3                     |
| Televisie als presentator |                                         |                                             |                           |
| 2024                      | Iedereen aan tegen kanker               | NPO1/AVROTROS                               | met Marlijn Weerdenburg   |
| 2023                      | Bouwer Power                            | NPO 3/AVROTROS                              |                           |
| 2023                      | De wereld van morgen                    | NPO1                                        |                           |
| 2023-heden                | Sketch Studio                           | NPO 3/AVROTROS                              |                           |
| 2023-heden                | Kinderprinsengrachtconcert              | NPO 3/AVROTROS                              |                           |
| 2023                      | 5 mei Bevrijdingsconcert op de Amstel   | NPO1/NOS                                    | met Dieuwertje Blok       |
| 2022, 2024                | De Faker                                | NPO 3/AVROTROS                              |                           |
| 2021-2023                 | De Magische Auto                        | NPO3/AVROTROS                               | 3 seizoenen               |
| 2020-2021                 | Zappelin Go                             | NPO 3/AVROTROS                              |                           |
| Televisie als zichzelf    |                                         |                                             |                           |
| 2025                      | Stars on Stage                          | Gastperformer                               | RTL 4                     |
| 2024-2025                 | The Masked Singer                       | Winnaar (Pegasus)                           | RTL 4                     |
| 2024                      | De Pappenheimers                        | Deelnemer                                   | RTL 4                     |
| 2024                      | Praat Nederlands met me                 | Deelnemer                                   | RTL 4                     |
| 2024                      | Stars on Stage                          | Gastrecensent                               | RTL 4                     |
| 2023                      | Ik hou van Holland                      | Kandidaat                                   | SBS6                      |
| 2023-2024                 | Secret Duets                            | gastpanellid                                | RTL 4                     |
| 2023-2025                 | Make Up Your Mind                       | gastpanellid                                | RTL 4                     |
| 2023                      | Wie is de Mol?                          | Kandidaat                                   | NPO1/AVROTROS             |
| 2023                      | DNA Singers                             | Gastpanellid                                | RTL 4                     |
| 2022                      | Weet Ik Veel                            | Winnaar, haalde geld op voor goed doel      | RTL 4                     |
| 2022                      | Make Up Your Mind                       | Winnaar, dragqueen Dee Dee Sky              | RTL 4                     |
| 2021                      | Pasen met de Zandtovenaar               | Zanger naast Jamai Loman                    | NPO3                      |
| 2021                      | Oh, wat een jaar!                       | Deelnemer in team Carlo                     | RTL 4                     |
| 2020                      | Kerst met de Zandtovenaar               | Zanger naast OG3NE & Sophia Kruithof        | NPO3                      |
| 2020                      | Het perfecte plaatje                    | Kandidaat geëindigd als vijfde              | RTL 4                     |
| 2018                      | Dance Dance Dance                       | Winnaar, vormde dansduo met Holly Mae Brood | RTL 4                     |
| 2017                      | The Big Music Quiz                      | Kandidaat in Team 2                         | RTL 4                     |
| 2017                      | De Jongens tegen de Meisjes             | Kandidaat in Team Tijl - Jongens            | RTL 4                     |

| Theater als acteur\|- |                            |                                        |          |
| 2024-heden            | '40-'45                    | Louis Zegers                           | Hoofdrol |
| 2023                  | Nu ik je zie               | Merlijn Kamerling & Antonie Kamerling  | Hoofdrol |
| 2022                  | Trompettist in Auschwitz   | Lex van Weren, Tilly en vijf bijrollen | Hoofdrol |
| 2021-2022             | ONE de Musical             | Amon                                   | Hoofdrol |
| 2020                  | Goodbye, Norma Jeane       | Henri Mortenson & 6 bijrollen          | Hoofdrol |
| 2018-2019             | Mamma Mia!                 | Sky                                    | Hoofdrol |
| 2017-2018             | VAMOS!                     | Bo                                     | Hoofdrol |
| 2016-2017             | De Gelaarsde Kat           | Bas                                    | Hoofdrol |
| 2015                  | War Horse BE               | Albert                                 | Hoofdrol |
| 2014-2015             | War Horse                  | Baby Joey / Understudy Albert          | Ensemble |
| 2012-2013             | Koning van Katoren         | Stach                                  | Hoofdrol |
| 2011-2012             | Oorlogswinter              | Michiel                                | Hoofdrol |
| 2010                  | Daendels                   | Freek                                  | Hoofdrol |
| 2009-2010             | Kruimeltje                 | Spijker                                | Bijrol   |
| 2008                  | Pinokkio                   | Leandro                                | Bijrol   |
| 2008-2010             | Kruistocht in spijkerbroek | Carolus                                | Hoofdrol |

## Prijzen en nominaties
| Jaar | Award                       | Categorie                 | Productie                       | Resultaat   |
| ---- | --------------------------- | ------------------------- | ------------------------------- | ----------- |
| 2022 | Gouden Televizier-Ring Gala | Televizier Talent Award   | The Passion, MUYM, Presentaties | Gewonnen    |
| 2022 | Musical Award               | Beste mannelijke hoofdrol | One - de musical                | Genomineerd |
| 2013 | Musical Award               | Aanstormend talent        | Koning van Katoren              | Genomineerd |

## Privé
Kroon heeft sinds 2016 een relatie met actrice Holly Mae Brood.
Daarvoor had hij een relatie met Chloe Leenheer.